# Mezinárodní letiště Nursultana Nazarbajeva
Mezinárodní letiště Nursultana Nazarbajeva (kazašsky Нұрсұлтан Назарбаев Халықаралық Әуежайы; IATA: NQZ, ICAO: UACC) je jediné mezinárodní letiště v hlavním městě Kazachstánu Astaně. Od města je vzdáleno asi 14 km. Má dva terminály určené pro vnitrostátní a pro mezinárodní lety. Maximální vstupní kapacita letištní odbavovací budovy činí 750 osob za hodinu.[kdy?] Vstupní kapacita terminálu asi 600 tun nákladu za den.

## Historie
První letiště u Akmolinska vzniklo v roce 1930 ve vzdálenosti 3 km od města.
Ve 30. letech 20. století se transport pasažérů a poštovního nákladu prováděl letadly K-4, K-5, PR-5, P-5, P-2.
V roce 1951 letiště prodloužilo přistávací dráhu.
V roce 1963 18 km od Celinogradu začalo fungovat nové letiště. 28. února 1966 bylo schváleno užívání nového letiště a v červnu toho roku byly všechny služby přesunuty ze starého letiště na nové.
V roce 1997 kvůli přesunu hlavního města z Almaty byla neodkladně prodloužena přistávací dráha na dnešních 3500 metrů. V letech 2002 až 2005 byla uskutečněna velká modernizace celého letiště. V roce 2019 bylo pojmenováno jako celé město na počest Nursulana Nazarbajeva.

## Aerolinie a destinace
Mezinárodní letiště Astana má 2 terminály. Terminál 1 slouží pro mezinárodní lety a terminál 2 pro domácí.
(Aktualizováno 23. dubna 2024.)
| Letecká společnost      | Destinace               | Destinace                                                                                              |
| ----------------------- | ----------------------- | --- |
| Aeroflot                | Rusko                   | Krasnojarsk · Moskva-Šeremeťjevo                                                                       |
| Air Astana              | Ázerbájdžán             | Baku                                                                                                   |
| Air Astana              | Čína                    | Peking · Urumči                                                                                        |
| Air Astana              | Gruzie                  | Sezónně: Tbilisi                                                                                       |
| Air Astana              | Jižní Korea             | Soul (od 15. června 2024)                                                                              |
| Air Astana              | Kazachstán              | Aktau · Aktobe · Almaty · Atyrau · Kostanaj · Kyzylorda · Oral · Öskemen · Semej · Šymkent · Turkestán |
| Air Astana              | Německo                 | Frankfurt                                                                                              |
| Air Astana              | Turecko                 | Istanbul \| sezónně: Antalya                                                                           |
| Air Astana              | Uzbekistán              | Taškent                                                                                                |
| Air Cairo               | Egypt                   | Šarm aš-Šajch                                                                                          |
| Air China               | Čína                    | Si-an                                                                                                  |
| Azerbaijan Airlines     | Ázerbájdžán             | Baku                                                                                                   |
| Belavia                 | Bělorusko               | Minsk                                                                                                  |
| China Southern Airlines | Čína                    | Urumči                                                                                                 |
| flydubai                | Spojené arabské emiráty | Dubaj                                                                                                  |
| LOT                     | Polsko                  | Varšava-Chopin                                                                                         |
| Lufthansa               | Německo                 | Frankfurt                                                                                              |
| Pegasus Airlines        | Turecko                 | Antalya · Istanbul-Sabiha Gökçen                                                                       |
| Qazaq Air               | Kazachstán              | Aktobe · Almaty · Öskemen · Petropavl · Šymkent · Turkestán                                            |
| Qazaq Air               | Rusko                   | Jekatěrinburg · Novosibirsk · Omsk                                                                     |
| Red Wings Airlines      | Rusko                   | Jekatěrinburg · Kazaň · Moskva-Žukovskij                                                               |
| S7 Airlines             | Rusko                   | Novosibirsk (od 24. května 2024)                                                                       |
| SCAT Airlines           | Česko                   | Sezónně: Praha                                                                                         |
| SCAT Airlines           | Gruzie                  | Sezónně: Batumi                                                                                        |
| SCAT Airlines           | Kazachstán              | Aktau · Aktobe · Almaty · Atyrau · Öskemen · Pavlodar · Šymkent · Taraz · Žezkazgan                    |
| SCAT Airlines           | Rusko                   | Moskva-Vnukovo · Petrohrad                                                                             |
| SCAT Airlines           | Turecko                 | Istanbul                                                                                               |
| Somon Air               | Tádžikistán             | Dušanbe                                                                                                |
| Turkish Airlines        | Turecko                 | Istanbul \| sezónně: Ankara                                                                            |
| Uzbekistan Airways      | Uzbekistán              | Taškent                                                                                                |
| Wizz Air                | Spojené arabské emiráty | Abú Zabí                                                                                               |